# Piletocera plumbicostalis
Piletocera plumbicostalis là một loài bướm đêm trong họ Crambidae.